# Gabriel Odor
Gabriel Odor (Hall in Tirol, 23 de agosto de 2000) es un deportista austríaco que compite en patinaje de velocidad sobre hielo. Ganó una medalla de plata en el Campeonato Europeo de Patinaje de Velocidad sobre Hielo en Distancia Individual de 2024, en la prueba de salida en grupo.

## Palmarés internacional
| Campeonato Europeo en Distancia Individual | Campeonato Europeo en Distancia Individual | Campeonato Europeo en Distancia Individual | Campeonato Europeo en Distancia Individual |
| Año                                        | Lugar                                      | Medalla                                    | Prueba                                     |
| ------------------------------------------ | ------------------------------------------ | ------------------------------------------ | ------------------------------------------ |
| 2024                                       | Heerenveen (Países Bajos)                  | Medalla de plata                           | Salida en grupo                            |